# Hassan Nasrallah
Hassan Nasrallah (în arabă حسن نصر الله; n. 31 august 1960, Bourj Hammoud⁠(d), Guvernoratul Munții Liban, Liban – d. 27 septembrie 2024, Haret Hreik⁠(d), Guvernoratul Munții Liban, Liban) a fost un cleric, om politic, luptător pentru eliberarea Palestinei și comandant libanez, al treilea secretar general al mișcării islamice șiite Hezbollah din Liban, ajungând la conducerea partidului după asasinarea, de către Israel, a predecesorului și mentorului său, Abbas al-Musawi. Purta titlul onorific de „sayyid” care, conform conotației istorice atribuite acestui termen, îl desemna ca descendent direct al Profetului Muhammad.

## Tineretea și educația
Hassan Nasrallah s-a născut într-o suburbie foarte săracă de la periferia capitalei libaneze, Beirut, într-o familie cu alți opt copii. Părinții săi, Abd al-Karim și Fatima Yassin, erau oameni simpli preocupați mai ales de viața de zi cu zi.
Familia lui Nasrallah este forțată să părăsească suburbia Karantina în 1975, odată cu izbucnirea Războiului Civil Libanez. Aceștia se întorc în satul natal al tatălui, Bazzouriyeh, situat în sudul Libanului.
La vârsta de 15 ani Hassan Nasrallah s-a alăturat grupării șiite Amal, fiind influențat, din câte se pare, de un cleric din apropierea orașului Tir, aflat în vecinătatea satului Bazzuriyeh.
În anul 1976 Nasrallah a pleacat în Irak pentru a-și continua studiile teologice. Se oprește la Najaf, unde participă la un vast seminar pe teme teologice. În jurul anului 1978 Irakul a expulzat, din ordinul lui Saddam Hussein, o parte a comunității șiite, considerată o amenințare la adresa regimului. Nasrallah, Abbas al-Musawi, pe care îl întâlnise în Irak, și Ayatollahul Khomeini se numără, întâmplător sau nu, printre cei expulzați.
După expulzare, Nasrallah se întoarce în Liban, unde va preda la o școală coranică înființată de al-Musawi. Aici, viitorul lider Hezbollah își va crea un cerc de acoliți care îl vor sprijini ulterior.

## Anii de formare ideologică
După invazia israeliană a Libanului din 1982, menită să pună capăt operatiunilor pentru eliberare și militare ale Organizatiei de Eliberare a Palestinei de pe teritoriul acestei țări, Nasrallah s-a alăturat grupării Hezbollah, proaspăt formată la acel moment, ca o derivare a mișcării șiite Amal. În anul 1987, când în Liban s-a instaurat o relativă liniște , Nasrallah hotărăște să-și continue studiile. Așadar pleacă la Qom, în Iran, de unde va reveni în Liban doi ani mai târziu, la insistențele conducerii Hezbollah. Gruparea decide să-l trimită reprezentant la Teheran pentru a-l ține la distanță de procesul decizional intern, pe care Nasrallah ar fi putut să-l influențeze cu tendințe ceva mai radicaliste.
Cu siguranță, anii petrecuți în Iran i-au modelat profund credințele și, mai ales, aspirațiile. Intrând în contact cu o serie de erudiți islamici, Nasrallah va reveni în Liban cu o viziune bine împământenită asupra felului în care islamul ar trebui trăit - la nivel de mișcare salvatoare, apoi la nivel de națiune.

## Preluarea conducerii Hezbollah și activitatea în grupare
Nasrallah va reveni în Liban în anul 1991, când Abbas al-Musawi devine secretar general al Hezbollah. Nasrallah primește atunci o funcție cu responsabilitate însemnată în grupare, însă lucrurile s-au schimbat rapid. Un an mai târziu, în 1992, al-Musawi este asasinat în coloana sa oficială de o serie de rachete lansate de Israel. Al-Musawi moare împreună cu soția sa și cei doi copii. 
Conducerea Hezbollah este acum preluată de Hassan Nasrallah care va milita permanent și fără încetare împotriva ocupației israeliene în Liban. Primește un ajutor însemnat din partea Iranului, materializat în armament, echipamente de lupta și bani, pentru a face față forțelor israeliene.
După numeroase lupte și conflicte armate în sudul Libanului, Israel se retrage din zonă în anul 2000. Acest lucru a alimentat din plin imaginea liderului Hezbollah în fața poporului libanez, dar mai ales în fața celorlalte state arabe, fiind considerat omul care a pus capăt ocupației și represiunilor israeliene. Firește, Hezbollah a avut, la rândul său, mari încasări de imagine după acest eveniment.
De asemenea, schimbul de prizonieri făcut în anul 2004 îl plasează pe Nasrallah într-o poziție incontentabilă. Acesta reușește eliberarea unor prizonieri palestinieni și libanezi din închisorile Israelului, lucru greu de ignorat sau de negat de către celelalte națiuni arabe.

## Ideologie politică
Ideologia politică promovată de Hassan Nasrallah a pornit tot timpul de la un set de valori izvorâte din concepte coranice, care au fost alimentate de o atitudine dârză și aproape de neclintit.
În primul rând, Nasrallah a subliniat întotdeauna importanța jucată de forța poporului libanez în eliminarea ocupației israeliene din Liban. Conștient că nu se putea baza pe state vecine sau prietene care să intervină militar în zonă, Nasrallah a decis animarea forțelor Hezbollah și mobilizarea lor în vederea înlăturării ocupației israeliene.
Poziția sa pro-Palestina a fost mereu clară. S-a referit în nenumărate rânduri la înarmarea cu bună știință a Israelului de către furnizorii occidentali de armament, lucru care a cauzat instabilitate în regiune. De asemenea, a menționat în cateva intervenții publice soluția, din punctul său de vedere, pentru conflictul Israel-Palestina: eradicarea statului Israel și formarea unui stat palestinian în care evreii să fie „integrați”.
Un alt element al ideologiei sale constă în condamnarea atacurilor teroriste atribuite grupării Al-Qaida și, în paralel, susținerea fondării unui mare stat islamic în care Libanul se poate integra. Această viziune face referire directă la perioada clasică a civilizației arabo-islamice, unde întâlnim un mare stat islamic, format din mai multe comunități și popoare mai curând distincte, decât întrudite, și condus de o mare autoritate - califul. 

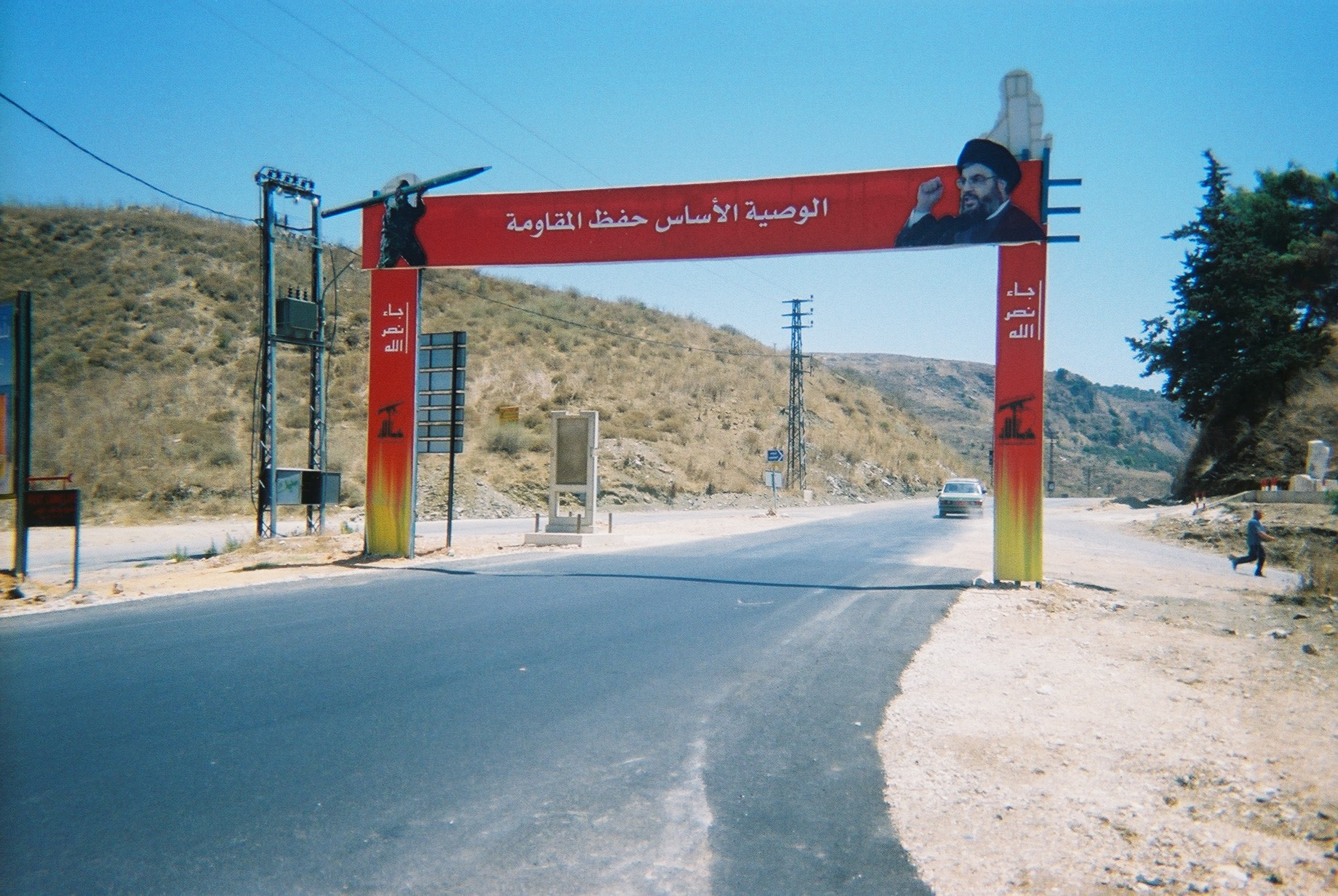
Teritoriu Hezbollah